# Dieffenbachia bowmannii
Dieffenbachia bowmannii là một loài thực vật có hoa trong họ Ráy (Araceae). Loài này được Carrière mô tả khoa học đầu tiên năm 1872.

## Hình ảnh

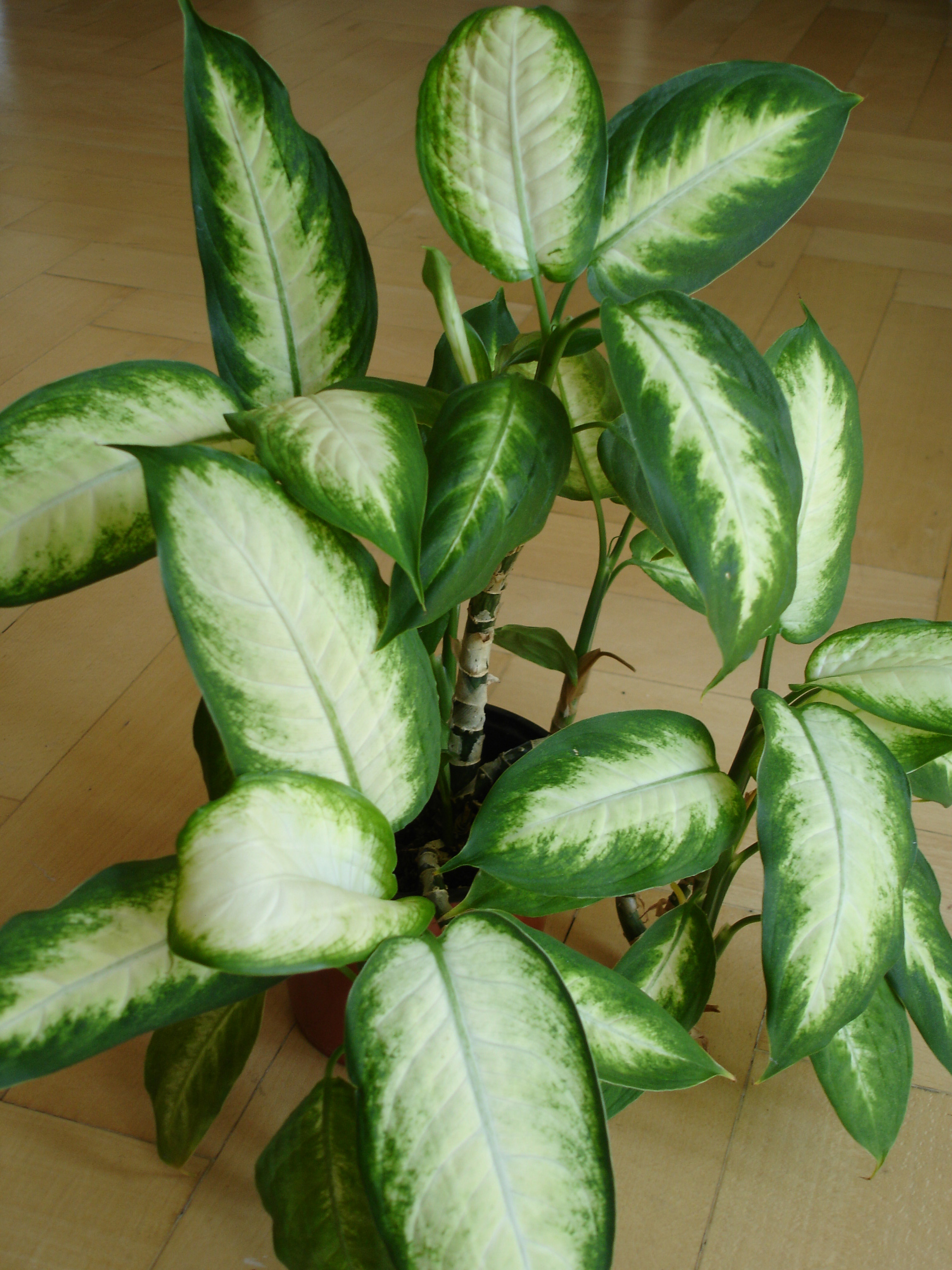